# Campiglossa longistigma
Campiglossa longistigma är en tvåvingeart som först beskrevs av Wang 1990.  Campiglossa longistigma ingår i släktet Campiglossa och familjen borrflugor. Inga underarter finns listade.